# Jean-Baptiste Dumonceau
Jean-Baptiste Dumonceau de Bergendal (Bruxelles, 7 novembre 1760 – Forest, 29 dicembre 1821) è stato un generale belga al servizio della Francia e dei Paesi Bassi del Sud durante le guerre napoleoniche.

## Biografia
Dopo essersi inizialmente dedicato all'architettura, per la quale aveva mostrato una marcata predisposizione, combatté le sue prime battaglie nel 1788 come volontario nel reggimento di cavalleria Canaris (canarini, da cui il colore dell'uniforme) durante la rivoluzione del Brabante. Divenne tenente colonnello in quell'unità nel novembre 1789. Dopo che la rivoluzione fu bloccata nel 1790, fuggì ed offrì i propri servizi alla Prima Repubblica francese, per la quale comandò un battaglione della legione belga, combattendo la battaglia di Jemappes e divenendo generale di brigata nel 1793 dopo la sua difesa delle vie d'accesso a Lilla contro il giovane Louis de Bouillé.
Combattendo nell'invasione della Repubblica delle Sette Province Unite sotto il generale Pichegru nel 1795, si trasferì nell'esercito della Repubblica Batava come tenente generale. Nel 1796 protesse le province di Groningen, Frisia e Drenthe, prima di venir nominato governatore militare di L'Aia. Nel corso dell'invasione anglo-russa dell'Olanda guidò due terzi della 2ª divisione batava in marce forzate dalla Frisia, giungendo l'8 settembre a prendere posizione al centro del fronte franco-batavo, nei pressi di Alkmaar, in tempo per partecipare alla battaglia di Krabbendam. Incorporò i rinforzi rappresentati dalla 7ª mezza brigata della divisione di Daendels. Venne ferito nella battaglia di Bergen (1799), e per questo non poté partecipare alla battaglia di Alkmaar. Nel 1805 comandò i corpi delle truppe batave sotto la guida del maresciallo Mortier.
Dopo la trasformazione nel 1806 della repubblica batava nel Regno d'Olanda di Luigi Bonaparte, il generale Dumonceau divenne consigliere di Stato e maresciallo d'Olanda. Comandò regolarmente le truppe olandesi durante le guerre napoleoniche, ed il 30 marzo 1809 ricevette la cittadinanza olandese per decisione di re Luigi. Il 15 aprile 1810 fu nominato conte di Bergenduin. Dopo l'annessione dell'Olanda alla Francia nel luglio 1810, il 28 gennaio 1811 Dumonceau divenne conte dell'impero per nomina di Napoleone Bonaparte, per poi diventare conte di Bergendal.
Nel 1813 combatté sotto il generale Vandamme, garantendo la ritirata dell'esercito dopo la cattura di Vandamme nella battaglia di Kulm. Dumonceau stesso fu poi catturato a Dresda l'11 novembre 1813 assieme al maresciallo Gouvion-Saint-Cyr, restando imprigionato fino all'abdicazione di Napoleone avvenuta nell'aprile del 1814. Rinuncio al grado di generale di divisione francese il 4 settembre 1815. Fece ritorno nei Paesi Bassi diventando aiutante di campo di Guglielmo I dei Paesi Bassi. Fu deputato della Brabant meridionale nella Tweede Kamer dal 15 marzo 1820 fino alla sua morte, avvenuta nel 1821.

## Matrimonio e discendenza
Il generale Dumonceau si sposò due volte. Il primo matrimonio lo contrasse con Anne-Marie Collinet a Bruxelles il 5 maggio 1782. Dopo la morte della moglie il 15 giugno 1795, sposò Agnes Wilhelmina Cremers a Groninga il 22 maggio 1796. Suo figlio Jean-François Dumonceau (1790–1884), il nipote Charles-Henri-Félix (1827–1918) ed il pronipote Charles-Joseph-Henri-Félix Dumonceau (1859–1952) furono tutti aiutanti di campo, prima di Guglielmo III e poi di Guglielmina. Un conte di Monceau (titolo assegnato inizialmente a Jean-Baptiste_Dumonceau) fu anche co-reggente del Regno dei Paesi Bassi prima che la regina Guglielmina diventasse maggiorenne..